# 郎営来
郎営来（Lang Yinglai、ろう えいらい、1979年8月22日 - ）は、中国遼寧省出身の女子陸上競技選手で専門は中距離走。身長166cm、体重58kg。

## 競技歴
1995年4月に遼寧省のスポーツエリートチームに入り、劉琦コーチに師事する。
1997年10月に上海で開催された第8回中華人民共和国全国運動会に18歳で遼寧省代表として馬俊仁コーチの下出場。女子800mでは1分57秒62の成績で優勝し、女子1500mでも3分51秒34で姜波に次ぐ第2位となった。1500mの記録はジュニア世界記録である。この大会での活躍の後は表舞台に立つことは無く、消息は杳として知れない。

## 記録
- 800メートル 1分57秒62　1997年10月22日
第8回中華人民共和国全国運動会優勝　ジュニア世界歴代6位（当時：ジュニア世界歴代3位）
- 1500メートル　3分51秒34　1997年10月18日
第8回中華人民共和国全国運動会第2位　ジュニア世界記録